# Museo Berggruen
El museo Berggruen (también conocido como colección Berggruen) es una colección de arte moderno que el coleccionista y marchand d'art Heinz Berggruen cedió a su ciudad natal, Berlín como «gesto de reconciliación». Los artistas más notables expuestos son  Pablo Picasso, Alberto Giacometti, Georges Braque, Paul Klee y Henri Matisse.  La colección Berggruen forma parte de la Galería Nacional de Berlín.

## Historia

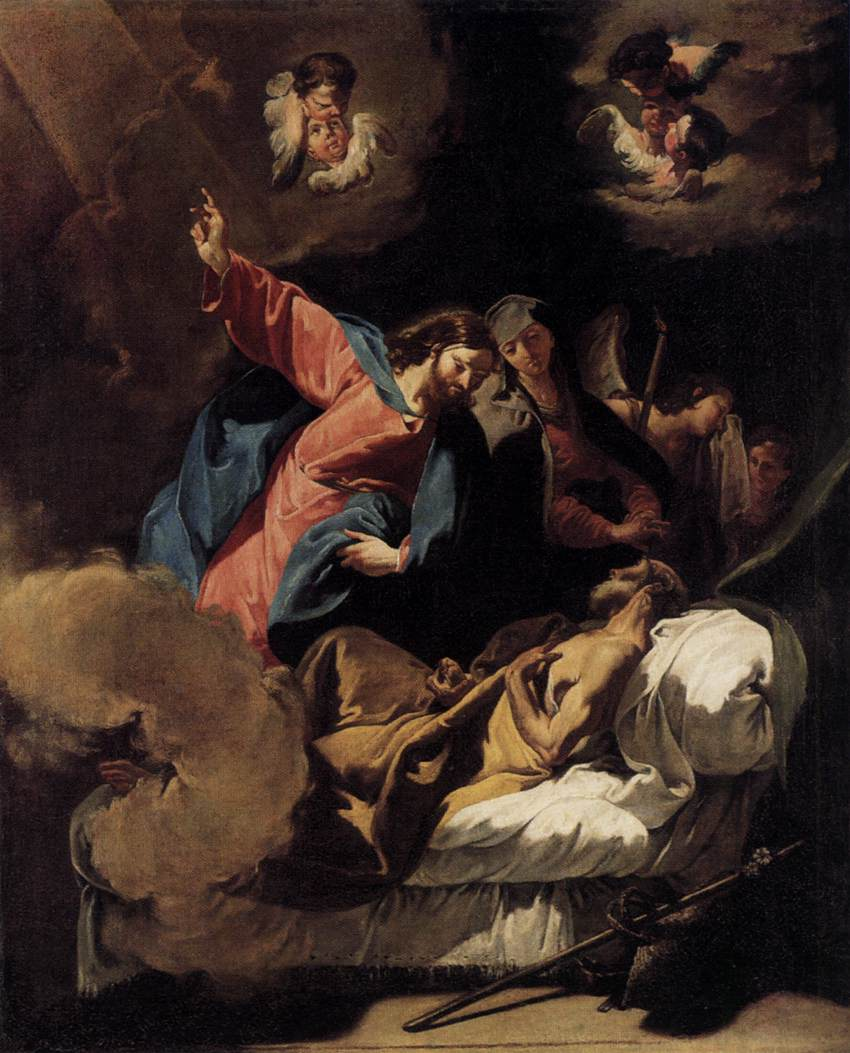
Muerte de José por Giovanni Battista Pittoni, óleo sobre lienzo, 97 x 79 cm

La colección llegó a Berlín en 1996, al regreso de Berggruen a su ciudad natal tras seis décadas de exilio. En 1988 había donado unos 90 cuadros de Klee al Museo Metropolitano de Arte, y en 1990 accedió a ceder por cinco años (renovables de mutuo acuerdo) a la Galería Nacional de Londres 72 pinturas y dibujos de Paul Cézanne, Georges Seurat, Vincent van Gogh, Pablo Picasso, Georges Braque y Joan Miró. En ese mismo año fracasaron las conversaciones con el Museo Nacional Centro de Arte Reina Sofía para que la colección Berggruen se exhibiera en Madrid. En principio,  Berggruen dejó la colección que había reunido a lo largo de 30 años a la Fundación Patrimonio Cultural Prusiano (SPK). Finalmente, Berggruen vendió la colección a la SPK en diciembre de 2000 por la «simbólica» suma de 253 millones de marcos alemanes, muy por debajo de su valor estimado en esa época, que era de 1500 millones de marcos. Hoy se exhibe bajo el título de «Colección Berggruen – Picasso y su tiempo» como parte de la Galería Nacional de Berlín, en el edificio Stüler Oeste, en la Schloßstraße, frente al palacio de Charlottenburg.
La parte principal de la colección son las obras de Picasso, del que se exhiben más de 100, junto con más de 60 pinturas de Paul Klee. Henri Matisse está representado por más de 20 obras, entre ellas varios de sus famosos gouaches. Otras obras principales de la colección son los grupos escultóricos de Alberto Giacometti y varios ejemplos de escultura africana.
Tras la inauguración del museo en 1996, Berggruen siguió comprando obras, entre ellas el cuadro de Picasso «Depósito de agua en Horta de Ebro» (1909) al MoMA de Nueva York. En la venta de 2000 se transfirieron al SPK un total de 165 obras de arte.
En 2005, la familia Berggruen adquirió el cuadro «Desnudo amarillo» de Picasso (1907) por 13,6 millones de dólares en la galería Sotheby's de Nueva York. Este gouache es uno de los primeros estudios que hizo Picasso para el cuadro Las señoritas de Aviñón, un punto de referencia en el arte del siglo XX.
En diciembre de 2006, para señalar el 10° aniversario del museo y su retirada permanente de la vida pública a los 92 años, Berggruen donó a la colección una escultura de Giacometti, «Mujer de pie III». De hecho, la escultura ya se encontraba en el museo en calidad de préstamo, expuesta en la rotonda del edificio Stüler. Berggruen compró el bronce de dos metros para mantenerla en la colección –la obra de su vida– e inmediatamente la donó a la SPK, pocas semanas antes de morir en París el 23 de febrero de 2007.
El museo recibió 1,5 millones de visitas en su primera década (1996 – 2006). Además de su exposición permanente, «Picasso y su tiempo», el museo alberga numerosas exhibiciones especiales de arte moderno clásico.

## Expansión
En julio de 2007, los herederos de Berggruen anunciaron la presentación de 50 obras clásicas del arte moderno al museo, con el fin de continuar con la tradición iniciada por su padre de reconciliación con Alemania. Desde la cesión de 2000, Breggruen había seguido comprando cuadros de Picasso, Matisse, Klee y Cézanne, entre otros. Para que la expansión fuera posible, el estado de Berlín anunció que dotaría a la SPK de un nuevo edificio por su 50° aniversario: la Kommandantenhaus, adyacente al edificio Stüler Oeste.
Al mismo tiempo se fundó una sociedad de amigos del Museo Berggruen (Förderkreis Museum Berggruen e. V.), entre cuyos miembros fundadores se cuentan su viuda Bettina, sus hijos Nicolas, Olivier y Helen, así como  Michael Blumenthal, Michael Naumann y Simon de Pury. La SPK accedió a encargarse de los costes administrativos de la sociedad.
En 2008 se anunciaron planes para conectar los dos edificios con una pérgola de cristal elegida por concurso arquitectónico, financiada por el gobierno e instalada por el estado de Berlín
En mayo de 2008 se añadieron 70 pinturas a la colección.

## La colección

### Picasso
Varias de las salas están consagradas a Picasso, del que se exponen al menos 85 obras importantes: pinturas, esculturas, gouaches y dibujos cubren los distintos periodos de actividad creativa del artista.
Una de las obras más antiguas, «En un café», data de 1902, cuando Picasso tenía solo 21 años. El «Retrato de Georges Braque» (1909-1910), expuesto junto a dos obras de este artista, introduce el cubismo. También se exhiben esculturas que reflejan la renovación que aportó Picasso en este campo a principios del siglo XX («Cabeza de mujer», 1909). Un estudio para «Las señoritas de Aviñón» (1907) se ubica en paralelo con obras de arte africano que recuerdan lo mucho que debe el cubismo al arte indígena.
Picasso también tenía un extenso conocimiento de los maestros clásicos, como prueba, por ejemplo, el pastel «Desnudo sentado secándose los pies» (1921) de influencias antiguas. Asimismo, en el museo se exponen numerosos retratos de mujeres, como el «Retrato de Dora Maar con uñas verdes» (1936).

### Matisse
Pequeñas pinturas, collages y dibujos muestran la progresión gráfica del artista. La exposición de estas obras permiten también evidenciar el vínculo de Picasso con este maestro precursor.

### Klee
Heinz Berggruen apreciaba mucho la obra de Paul Klee. En el museo se exhiben acuarelas, pinturas y dibujos, cuya delicadeza y refinamiento contrastan de forma singular con la potente creación de Picasso. 

### Giacometti
Entre las obras de Alberto Giacometti, se puede ver una de sus raras esculturas de animales, «El gato»  (1951).